# Петербургская военная конвенция (1873)
Петербургская военная конвенция 1873 года — конвенция, заключенная между Российской и Германской империями во время визита в Россию германского императора Вильгельма I и канцлера Отто фон Бисмарка весной 1873 года. Конвенция была подписана с немецкой стороны фельдмаршалом Х. фон Мольтке, с русской стороны — фельдмаршалом Ф. Ф. Бергом и 24 апреля (6 мая) 1873 года ратифицирована обоими императорами.
Конвенция предусматривала в случае нападения на одну из империй взаимную военную помощь. В связи с ухудшившимися вскоре российско-германскими отношениями конвенция утратила силу.